# Fort George (Trinidad y Tobago)
Fort George es una localidad de Trinidad y Tobago, que forma parte de la región de Diego Martín.

## Geografía
La localidad abarca parte de la isla Trinidad y limita al norte con Simeon Road, al sur con St. James (localidad perteneciente a la ciudad de Puerto España), al este con Upper St. James y al oeste con Waterhole.

## Demografía
Datos demográficos de la localidad de Fort George:
| Gráfica de evolución demográfica de Fort George entre 2000 y 2011 |
|                                                                   |